# Asesinato de Michele Avila
Michele Yvette "Missy" Avila (Los Ángeles, California; 8 de febrero de 1968 - 1 de octubre de 1985) fue una joven estadounidense que fue asesinada por sus ex mejores amigas, Karen Severson y Laura Doyle, en octubre de 1985.

## Trasfondo
Era natural de la ciudad de Los Ángeles. Desde su infancia, Michele Avila y Karen Severson habían sido mejores amigas. Las dos comenzaron a distanciarse cuando ingresaron a la preparatoria. En ese período, Severson pudo encontrarse celosa y envidiosa de Avila porque la consideraba más popular y atractiva que ella. Severson también estaba molesta con Avila porque, a medida que avanzaba en la preparatoria y crecía, dejaba de pasar tiempo con ella y se centraba más en las relaciones con los chicos. Aprovechando esa circunstancia, Severson iniciaría un rumor en el instituto sobre la promiscuidad de Avila, comentando en los corrillos que Avila ya había mantenido relaciones sexuales con varios chicos. Como resultado de tales chismorreos, Avila llegó a ser golpeada por otras chicas del instituto que la acusaron de acostarse con sus novios.
Durante el tercer año de secundaria, Avila comenzó a salir con un chico llamado Randy. Avila rompió la relación después de un mes debido a las constantes fiestas de Randy. Poco después de la ruptura, Severson y Randy comenzaron una relación y finalmente se mudaron juntos a un apartamento. Más tarde, Severson le dijo a Irene, la madre de Avila, que fue testigo de cómo Randy flirteaba con Avila. Tras ponerlo en su conocimiento, la propia Avila le expresó a su exnovio que no estaba interesada en reavivar su relación, e incluso le aconsejó a Severson que rompiera con Randy. El incidente enfureció a Severson y dejó de hablarse con Avila. Diez días antes de la muerte de la propia Avila, las dos tuvieron un altercado físico en un parque del vecindario. Según testigos, Severson amenazó a Avila con una botella de cerveza rota y luego la empujó y abofeteó.

## Asesinato
El 1 de octubre de 1985, Avila le dijo a su madre que iba a salir con una de sus amigas de la escuela, Laura Doyle. Cuatro horas más tarde de marcharse de casa, la propia Doyle llamaba a la madre de Avila, pidiendo hablar con ella. Confundida, la madre creía que Michele estaba con ella. Doyle le dijo que había dejado a Ávila con tres jóvenes que conducían un Chevrolet Camaro azul. Después de poner gasolina, Doyle dijo que regresó al lugar donde dejó a Avila, pero ella y los tres chicos se habían ido.
El 4 de octubre, el cuerpo de Ávila fue encontrado boca abajo en un arroyo en el Bosque nacional de Ángeles. La habían ahogado a la fuerza y le habían cortado parte del pelo. Tenía un tronco encima.

## Investigación y condenas
Irene Avila diría tiempo más tarde que no tenía motivos para sospechar que Severson o Doyle estuvieran involucradas en la muerte de su hija. Ambas habían asistido al funeral de Avila, e incluso Doyle había enviado a la familia una tarjeta de condolencia junto con 20 dólares. Severson también se mudó con Irene Avila por un tiempo para consolarla y convertirse en una "hija sustituta", hecho que la propia Severson negó. La propia Severson visitó la tumba de Ávila varias veces a la semana, cubrió las paredes de su habitación con fotografías de su amiga y recortes de periódicos sobre el crimen, y visitó repetidamente el arroyo donde el cuerpo fue encontrado. En un momento, le dijo a Irene Avila que había visto el fantasma de su hija.
La policía no tenía pistas en el caso, y éste se acabaría enfriando. En julio de 1988, Eva Chirumbolo, otra adolescente del centro, acudió a la policía a contar novedades sobre el asesinato. Severson y Doyle fueron arrestadas y acusadas de asesinato en primer grado. Según los fiscales, Severson y Doyle atrajeron a Avila al arroyo y luego procedieron a gritarle sobre su supuesta promiscuidad. Ambas chicas la acusaron de tener relaciones sexuales con sus novios y le dijeron que había estropeado demasiadas relaciones. Luego, las dos la sostuvieron boca abajo en el arroyo, en una profundidad estimada de 20 centímetros. Para mantener su cuerpo en el agua, los dos colocaron un tronco pesado sobre su cuerpo.
En marzo de 1990, Severson y Doyle fueron declaradas culpables de asesinato en segundo grado y condenadas a entre 15 años y cadena perpetua. Los miembros del jurado dijeron más tarde que no estaban convencidos de que el asesinato fuera planeado y rechazaron el cargo de asesinato en primer grado. Karen Severson salió de prisión el 9 de diciembre de 2011, después de cumplir 23 años y seis meses de condena. Laura Doyle salió de prisión en diciembre de 2012 tras 22 años.
Tras su salida de prisión, Severson comenzó a promocionar sus memorias sobre el crimen y su estancia en la cárcel e hizo un trato para filmar una película basada en ese libro, por lo que la familia de Avila la demandó en 2015. El estado de California aprobó la Ley Missy, que requiere que las entidades que ayuden a publicar obras realizadas por delincuentes, comuniquen a las familias de las víctimas sobre dichas obras.